# Нове пустоловине Винија Пуа
Нове пустоловине Винија Пуа (енгл. The New Adventures of Winnie the Pooh) је америчка анимирана телевизијска серија продукције Walt Disney Television Animation. Базирана је на књигама Вини Пу, серија Нове пустоловине Винија Пуа је прва серија у којој је Disney лик главни у анимираној телевизијској серији направљеној за телевизију. Серија је премијерно приказана 17. јануара 1988. године одређено време на каналу The Disney Channel. Девет месеци касније, серија је премештена на мрежу ABC као део њеног недељног јутарњег програма. Нове епизоде су се наставиле до 26. октобра 1991. године. Потврдивши да је позната код деце и старијих обожаватеља, остала је на телевизији у Сједињеним Америчким Државама скоро две деценије.
У Србији је серија приказана 2006. године на каналу РТС 1, синхронизована на српски језик. Синхронизацију је радио студио Loudworks и продукцију предузеће Luxor Co.

## Улоге
| Лик                    | Глас                   |
| ---------------------- | ---------------------- |
| Вини Пу                | Џим Камингс            |
| Кристофер Робин        | Стејси Кич             |
| мама Кристофера Робина | Кејти Кармајкл         |
| Праслин                | Џон Фидлер             |
| Зека                   | Кен Семсан             |
| Сова                   | Хал Смит               |
| Дабар                  | Мајкл Гоф              |
| Тигар                  | Пол Винчер Џим Камингс |
| Иар                    | Питер Кален            |
| Ру                     | Николас Мелоди         |